# Петропавловка (Томская область)
Петропавловка — село в Томском районе Томской области России. Входит в состав Наумовского сельского поселения.

## География
Село находится в юго-восточной части Томской области, в пределах подтаёжно-лесостепного района таёжной зоны, на левом берегу реки Камышки, на расстоянии примерно 21 километра (по прямой) к северу от города Томска. Абсолютная высота — 98 метров над уровнем моря.
Часовой пояс
Село Петропавловка, как и вся Томская область, находится в часовой зоне МСК+4. Смещение применяемого времени относительно UTC составляет +7:00.

## История
Основано в 1895 году. По данным 1926 года в селе имелось 94 хозяйства и проживало 448 человек (в основном — русские). Функционировали школа I ступени, изба-читальня и лавка общества потребителей. В административном отношении являлась центром Петропавловского сельсовета Томского округа Сибирского края.

## Население
| 2002 | 2008 | 2009 | 2010 | 2011 | 2012 | 2013 |
| ---- | ---- | ---- | ---- | ---- | ---- | ---- |
| 92   | ↘67  | ↘59  | ↗63  | ↘56  | ↘48  | ↗50  |
| 2014 | 2015 | 2021 |      |      |      |      |
| ↗54  | ↘51  | ↗61  |      |      |      |      |

Половой состав
По данным Всероссийской переписи населения 2010 года в гендерной структуре населения мужчины составляли 49,2 %, женщины — соответственно 50,8 %.
Национальный состав
Согласно результатам переписи 2002 года, в национальной структуре населения русские составляли 98 %.

## Улицы
Уличная сеть села состоит из трёх улиц.